# Володичева, Наталья Андреевна
Наталья Андреевна Володичева (9 марта 1939, Москва) — советский и российский географ, доцент (1981), руководитель научной станции географического факультета МГУ.

## Биография
Родилась 9 марта 1939 года в Москве в семье Андрея Константиновича Ромейко (23.10.1899 — 04.11.1977) и Валентины Николаевны (в дев. Покровская) (23.02.1907 — 12.10.1955). Дед: Покровский Николай Федорович (1882 — 07.03.1938) был расстрелян на Бутовском полигоне. Бабушка: Покровская (Ларионова) Любовь Федоровна (1888—1972).
В 1956 году окончила в Москве среднюю школу № 656, с серебряной медалью.
Поступила на географический факультет МГУ и окончила его в 1961 году по специальности «геоморфология».
С 1961 года работает на географическом факультете: сначала старшим лаборантом, затем техником, младшим научным сотрудником и старшим инженером. В 1972 году была избрана по конкурсу ассистентом, а с 1981 года — доцентом кафедры криолитологии и гляциологии.
В 1979 году защитила кандидатскую диссертацию по теме «Лавинная опасность трассы БАМ». На формирование её научных интересов огромное влияние оказал профессор Г. К. Тушинский, который с 1961 года был неизменным руководителем её научной работы и кандидатской диссертации. В течение почти 20 лет её научная деятельность осуществлялась совместно с профессором К. Ф. Войтковским.
Изучает режим и эволюцию горных ледников и других нивально-гляциальных систем в горах; исследованием закономерностей распространения, строения и свойств снежного покрова в горах и на равнине; оценкой и картографированием лавинной опасности горных территорий; проведением стационарных и полевых снеголавинных исследований; решением экологических проблем и задач рекреационного освоения высокогорий Кавказа.
Более 40 лет проводит полевые исследования в горах Кавказа и Альп, Камчатки и Курильских островов, Хибин и Сахалина, Прибайкалья и Забайкалья, гор Приморья и Дальнего Востока. В настоящее время Володичева Н. А. — один из ведущих специалистов кафедры по основным направлениям общей и региональной гляциологии, снеговедению и лавиноведению. Развивает новые направления -гляциоэкологию и рекреационную гляциологию. Ею разработаны программы и подготовлены лекционные курсы.
Читала лекции по гляциологии в университете имени Гумбольдта в Берлине, в университете Людвига Максимилиана в Мюнхене (ФРГ), более 10 лет проводила на Кавказе учебно-ознакомительные практики для студентов-географов из университетов Варшавы и Будапешта, Праги и Братиславы, Берлина и Мюнхена.
В 1990—2001 годах была руководителем темы международного проекта о содружестве с географами университетов Берлина и Мюнхена.
В МГУ читает курсы лекций для студентов кафедры криолитологии и гляциологии: «Гляциология», «Лавиноведение», «Снежный покров Земли», «Рекреационная гляциология», «Современные проблемы гляциологии»; для студентов V курса геологического факультета — «Гляциология». Более 30 лет руководит гляциологическими практиками в Приэльбрусье, читает лекции в Школе юных географов, в Институте повышения квалификации учителей в Нальчике, в Кабардино-Балкарии.
Более 20 лет руководит зимними экспедициями НСО кафедры и является одним из организаторов студенческой научной работы на факультете. Под её руководством защищено около 100 курсовых и дипломных студенческих работ, среди которых немало победителей различных конкурсов. Она руководит научной работой и подготовкой диссертаций магистров и аспирантов кафедры, под её руководством защищены две кандидатские диссертации.
С 1992 года является научным руководителем Эльбрусской учебно-научной базы географического факультета МГУ.
Состоит в редколлегии «Материалов гляциологических исследований».

## Награды и премии
- 1971 — Юбилейная медаль «За доблестный труд (За воинскую доблесть). В ознаменование 100-летия со дня рождения Владимира Ильича Ленина»
- 1984 — Медаль «Ветеран труда»
- 1997 — Медаль «В память 850-летия Москвы»
- 2002 — Лауреат премии имени М. В. Ломоносова МГУ за педагогическую деятельность.
- 2005 — Заслуженный работник высшей школы Российской Федерации

## Членство в организациях
- Член Международной гляциологической ассоциации.